# Mesocnemis singularis
Mesocnemis singularis – gatunek ważki z rodziny pióronogowatych (Platycnemididae). Występuje w Afryce Subsaharyjskiej i jest szeroko rozprzestrzeniony.
W RPA imago lata od grudnia do końca maja. Długość ciała 41–42 mm. Długość tylnego skrzydła 26,5–27,5 mm.